# Église Notre-Dame de Lampadosa
Pour les articles homonymes, voir Église Notre-Dame.
 (janvier 2022).
L'église de Nossa Senhora da Lampadosa est une église catholique située sur l'Avenida Passos, dans le centre-ville de Rio de Janeiro, au Brésil. En raison de son emplacement à proximité de la potence utilisée lors de l'exécution de la peine capitale de Tiradentes, devant elle, le martyr brésilien a pu dire ses dernières prières avant d'être pendu .
L'image de Notre-Dame de Lampadosa est représentée comme une jeune mère qui tient, avec sa main droite quelque peu surélevée, un cœur, symbolisant l'amour, et qui tient son fils, Jésus, avec son bras gauche. Jésus, à son tour, a, dans sa main droite, une colombe, figure du divin Saint-Esprit .

## Histoire
La dévotion à Notre-Dame de Lampadosa remonte à une prétendue apparition de la Vierge Marie à un Italien asservi par les Turcs sur l'île de Lampedusa à la fin du XVIe siècle . Le culte s'est répandu parmi les esclaves de Rio de Janeiro. Avant 1740, une confrérie a finalement été fondée par le groupe d'esclaves dévots, basée à Igreja do Rosário e São Benedito ,.
Les origines de l'église remontent à 1748, sur un terrain donné à la Confrérie noire d'Alamadosa ou Lampadosa . Ce n'est qu'à la fin des années 1740 que la confrérie a commencé à construire un temple pour abriter l'image  .

En 1930, l'ancien bâtiment a été démoli et un nouveau bâtiment, de style néo-colonial, a été érigé, par le projet des architectes Paulo Candiota et Eduardo de Sá, inauguré en 1934 .